# نادي كريتيل
نادي كريتيل (بالفرنسية: Union Sportive Créteil-Lusitanos Football)‏ نادي كرة قدم فرنسي يلعب في دوري الدرجة الوطنية . تم تأسيس النادي في سنة 1936 .